# Grève des travailleuses de Bekaert-Cockerill
 (janvier 2021).
La grève des travailleuses de Bekaert-Cockerill est un mouvement ouvrier s'étalant d'août à novembre 1982 dans l'usine Bekaert-Cockerill située à Fontaine-l'Evêque en Belgique. 
En août 1982, les travailleurs et travailleuses de Bekaert-Cockerill font grève conjointement contre la décision de licencier plusieurs dizaines de membres du personnel pour des motifs d'ordre économique. Face au mécontentement, la direction abandonne le projet initial et le substitue par l’obligation pour les femmes non-cheffes de ménage de travailler à temps partiel. Les femmes de l'usine poursuivent donc la grève. L'affaire aboutit finalement au licenciement de 13 travailleuses.

## Origine du conflit

### Contexte socio-économique
L'entreprise Bekaert-Cockerill est composée de deux usines, l'une à Hemiksem en province d’Anvers et l'autre à Fontaine-l'Évêque dans le Hainaut. En 1982, le siège de Fontaine-l'Évêque connaît déjà sa quatrième restructuration. Les organisations syndicales s’interrogent essentiellement sur la perspective d'avenir économique et industriel du site, entretenant un sentiment de lassitude et de méfiance chez les travailleurs.
Depuis une dizaine d’années, l'usine procédait à un transfert des activités de l'usine de Fontaine-l'Évêque vers le siège social à Hemiksem. Les effectifs à l’usine de Fontaine-l'Évêque avaient donc considérablement diminué, passant de 900 ouvriers en 1973 à 242 hommes et 31 femmes en août 1982. Les ouvriers et ouvrières se trouvaient sous le risque permanent d’un démantèlement ou d’une fermeture de l’usine, les plaçant ainsi d’emblée dans une position défavorable lors du processus de concertation sociale, .

### Contexte syndical au sein de l'usine
La FGTB et la CSC sont les deux syndicats qui prédominent dans l’usine. Les ouvriers sont représentés par des délégués syndicaux, chargés de représenter leurs intérêts lors des concertations sociales. Ces délégués étaient dotés de prérogatives importantes comme la liberté de contrôler la formation des listes syndicales, le monopole de la négociation, le choix des personnes à licencier, etc. Ils disposaient également d’un pouvoir de décision sur le paiement des jours de grève et donc de la faculté de reconnaître ou non celles-ci. Les femmes, quant à elle, n’avaient guère la possibilité d’inscrire leur nom sur une liste syndicale.
Dans l’entreprise de Bekaert-Cockerill, la FGTB détient la majorité des sièges du conseil d’entreprise. Néanmoins, ce n’est pas auprès de cette organisation syndicale que sont affiliées la plupart des femmes : en 1982, elles sont majoritairement adhérentes à la CSC.

## Une grève en deux temps

### Grève unitaire
Le 17 août 1982 est annoncée par la direction de l’usine la suppression de 75 emplois sans apporter de garantie quant à la survie de l’entreprise à terme. Une première grève est déclenchée : elle durera 9 semaines et rassemblera aussi bien les hommes que les femmes.
Fin septembre 1982, la direction annonce vouloir licencier 56 membres du personnel dans une lettre adressée à l’ONEM. Représentants syndicaux et patronaux se réunissent pour tenter de trouver des solutions. Les réunions aboutissent à diverses propositions patronales qui, cependant, ne remettent jamais en question la certitude des licenciements, mais soumettent plutôt diverses alternatives qui pourraient en limiter le nombre, comme l’imposition du travail à mi-temps pour les femmes.
Le 15 octobre 1982, une convention entre l’entreprise Bekaert-Cockerill et les organisations syndicales est signée. Cette convention contraint le passage au travail à temps partiel pour les femmes non-cheffes de ménage, bien que celles-ci aient fait comprendre aux délégués syndicaux leur refus catégorique quant à l’adoption d’une telle mesure. Les ouvrières plaident alors plutôt pour une semaine de 36 heures imposée à tous au lieu de faire passer les femmes au travail à mi-temps. En imposant à 28 femmes de travailler à temps partiel, la convention avait notamment pour effet de faire perdre à celles-ci tous les avantages sociaux liés à leur ancienneté, passant d’un contrat à durée indéterminé à un nouveau contrat à mi-temps valable uniquement le temps de la convention. Les jours suivants, une formulation plus neutre remplacera les termes de femmes non-cheffes de ménage par la mention des secteurs de l’encollage, de l’emballage et des services généraux C et D, secteurs dans lesquels toutes les femmes sont employées,,.
Le 18 octobre 1982 a lieu le vote par l’assemblée des travailleurs : la convention est adoptée avec 120 voix pour, 60 voix contre (dont toutes les femmes) et 40 abstentions. Le 19 octobre 1982, la grève générale cesse et les travailleurs reprennent le travail.

### Grève des femmes
De retour au travail, elles se rendent compte que leurs postes sont occupés par des hommes pendant les heures qu’elles ne peuvent plus prester. Aucun chômage n’avait en effet été déclaré dans le secteur encollage et emballage où les femmes étaient majoritaires. Il leur avait pourtant été dit qu’en acceptant le temps partiel, les ouvrières sauvaient le travail de 13 d’entre elles. La direction leur apprend également que les femmes renonçant à leur travail sur base volontaire ne pourraient pas bénéficier de la prime de 75 000 francs prévue par la convention du 15 octobre 1982 et dont les autres ouvriers masculins pouvaient se prévaloir,.
Mécontentes de l’accord conclu par les délégations syndicales, les travailleuses de Bekaert-Cockerill décident de se tourner vers les permanentes nationales féminines des syndicats FGTB et CSC. Elles se renseignent également auprès de la Maison des femmes de La Louvière qui les informe qu’il s’agit là d’une discrimination prohibée par la loi de 1978 relative à l’égalité de traitement entre les hommes et les femmes,.
Le 3 novembre 1982, les femmes entrent donc en grève, seules cette fois (à l’exception de quelques hommes qui les soutiendront) et à la demande des délégués syndicaux. Selon les ouvrières, cette demande a été faite afin de les fatiguer avant les nouvelles négociations le 22 novembre sur l’accord précédemment établi,.
Au cours d'une Assemblée générale tenue le 15 novembre 1982, les négociations entre syndicats et ouvrières n'aboutissent à aucun accord. Le lien de confiance supposé unir les travailleurs avec les délégués syndicaux en ressort rompu. Marguerite Staquet, l'une des responsables principales de la lutte, gagne en influence au sein de l’usine, aussi bien auprès des femmes que des hommes, certains voyant en elle une possible concurrence aux actuels délégués syndicaux. Les ouvriers feront notamment la demande qu’elle soit inscrite sur la liste syndicale pour les prochaines élections sociales.
Le 22 novembre 1982, la commission paritaire censée régler le problème du temps partiel se réunit. Cependant, les délégués syndicaux refusent l'accès aux femmes qui ne pourront donc pas y défendre leurs intérêts. La réunion aboutit à la suppression du temps partiel en échange du licenciement de 13 femmes,.
Le 25 novembre 1982 est publié l’avis comprenant le nom des 13 licenciées et le travail reprend à l’usine. Il semblerait que ces 13 femmes aient été choisies selon leur rôle dans la lutte, ses principales représentantes ayant perdu leur emploi. Ainsi, le nom de Marguerite Staquet, meneuse et porte-parole du mouvement, est repris sur la liste. Le Front commun syndical de la FGTB et la CSC, annoncent le même jour ne plus soutenir (et donc ne plus indemniser) la grève des femmes, sapant ainsi toute éventualité de solidarité des ouvrières non-licenciées avec celles qui ont été remerciées. Ils rappellent par la même occasion l’importance pour les ouvrières et ouvriers de reprendre le travail afin d’éviter une fermeture définitive de l’usine,.
Le 29 novembre 1982, les femmes non-licenciées retournent travailler et remarquent alors que les postes des 13 femmes congédiées sont à présent occupés par des hommes. Par ailleurs, les travailleurs nouvellement affectés à ces postes conservent la rémunération de leur poste précédent, soit 40 francs de plus par heure.

## Mobilisation et impact à l'extérieur de l'usine
Lors de l'Assemblée générale du 15 novembre 1982, ce ne sont pas seulement les ouvrières qui se sont présentées face aux syndicalistes. De nombreuses personnes extérieures à l’usine prennent part aux débats. Cela est notamment dû au fait que les ouvrières, incapables d’aboutir à un accord concluant en usant des modes de concertation au sein de l’usine, se sont tournées vers l’extérieur pour se renseigner sur leurs droits. Elles apprendront ainsi l'existence de la loi du 4 août 1978 qui interdit notamment de faire référence au sexe dans les motifs de licenciement,.
En premier lieu, les femmes de Bekaert ont contacté la Maison des femmes de La Louvière, ne se sentant plus défendues par les délégations syndicales présentes au sein de l’entreprise. Elles ont notamment bénéficié de l’appui des femmes de l’usine Concord Lighting située à Charleroi, également en grève. Plus tard, le mouvement féministe belge viendra également apporter son soutien aux travailleuses de Bekaert-Cockerill,.
Le Comité de liaison des femmes (CLF) a joué un rôle prépondérant tout au long du conflit opposant les travailleuses à la direction et aux délégations syndicales. Le CLF relève dans un procès-verbal du 20 octobre 1982 que l’accord de Bekaert-Cockerill représente un « nouveau recul du droit des femmes ». Lors d’une conférence de presse, les permanentes annoncent leur intention de déposer plainte (conjointement avec le Vrouwen Overleg Komitee, VOK) devant la Commission des Communautés européennes. Les femmes licenciées auront également recours à la juriste du CLF pour les démarches juridiques à entreprendre en droit belge, méfiantes vis-à-vis de leurs propres délégations syndicales qui n'avaient jusqu’alors connu aucune affaire impliquant la loi de 1978 sur l’égalité entre les hommes et les femmes,.
Les délégués syndicaux de la CSC et de la FGTB verront cette multiplication d’alliances d’un très mauvais œil et déclareront vouloir fermer l’entreprise à toute « manipulation extérieure ».
Les travailleuses de Bekaert-Cockerill bénéficient également d’une publicité non négligeable au niveau national grâce à la mobilisation des femmes. Le 11 janvier 1983, le Conseil national des femmes belges remet le titre de « Femme de l’année » à chacune des 13 travailleuses licenciées à l’occasion de la première organisation de ce prix. Un mois plus tard, le 11 février 1983, la RTBF dédie une séquence de l'affaire Bekaert-Cockerill dans son émission À suivre,,.

## Recours juridiques
À la suite du licenciement des 13 travailleuses ayant refusé le passage au travail à temps partiel, deux actions ont été introduites en droit belge pour violation de la loi du 4 août 1978 (loi dite « sur l’égalité de traitement entre les hommes et les femmes »). Il s’agit de la première application de cette loi, qui n’avait alors fait l’objet d’aucun recours judiciaire. Une troisième action a également été initiée devant la Commission des Communautés européennes,.

### Action pénale
Les 13 femmes licenciées formulent début décembre 1982 une plainte pour violation de l’article 127 de la loi du 4 août 1978 auprès de l’Inspection des lois spéciales. Cet article 127 impose l’interdiction « de faire référence au sexe du travailleur dans les conditions de travail et dans les conditions, critères ou motifs de licenciement ou d'utiliser dans ces conditions, critères ou motifs des éléments qui, même sans référence explicite au sexe du travailleur, aboutissent à une discrimination »,.
Bien que la plainte ait donné lieu à un procès-verbal, l’auditorat du travail décide en septembre 1983 d’abandonner les poursuites pénales contre l'entreprise Bekaert-Cockerill. Lorsque l’auditorat du travail renonce à poursuivre pénalement, reste encore la possibilité pour le Ministère de l’Emploi et du Travail de prononcer des amendes administratives. Toutefois, le Ministère s’est également résolu à classer l’affaire,.

### Action civile
Les conseillères des femmes licenciées, les avocats engagés par les deux syndicats ainsi que leurs sections féminines ont collaboré afin de mettre en œuvre une action en réparation. Deux citations, l'une portant sur la violation de l’article 136 de loi du 4 août 1978 et l’autre portant sur les articles 118, 130 et 133 de la même loi, ont dès lors été introduites devant le Tribunal du travail de Charleroi (faire renvoi), respectivement en avril et en octobre 1983.
La première citation, datant d'avril 1983, repose sur l’article 136. Cette disposition tend à protéger le travailleur qui, à la suite du dépôt d’une plainte au niveau de l’entreprise, pourrait être licencié par son employeur. Cependant, cette citation n’a pas abouti à une condamnation parce que la plainte des travailleuses de Bekaert-Cockerill a consisté en « une grève, et non [en] une plainte écrite motivée ».
La seconde citation, datant d’octobre 1983, allègue quant à elle la violation des articles 118, 130 et 133 de la loi du 4 août 1978 :
- L'article 118 interdit toute discrimination fondée sur le sexe, qu'elle soit directe ou indirecte. La loi donne un exemple de caractère indirect : la mention de l’état matrimonial ou familial[33].
- L'article 130 prévoit la nullité de toute disposition prise en contravention au principe d’égalité de traitement[34].
- L'article 133 permet au tribunal saisi par le litige d’obliger l’entreprise à mettre fin à la situation discriminatoire. En l'espèce, cela se serait traduit par l'obligation pour Bekaert-Cockerill de réemployer les 13 travailleuses licenciées[35].

Cette deuxième citation aboutit à un jugement rendu le 12 novembre 1984 par le Tribunal du travail de Charleroi. Ce tribunal va reconnaître la discrimination qu'a instauré le passage forcé au travail à temps partiel pour les femmes non-cheffes de ménage. Néanmoins, il ne va pas déclarer nuls les accords collectifs conclus le 22 novembre 1982. Les 13 femmes ne seront pas réintégrées dans l'entreprise et recevront en contrepartie une indemnité équivalente à six mois de salaire brut (minimum à verser par l’employeur),.

### Action auprès de la Commission des Communautés européennes
L’action auprès des Communautés européennes est menée par le Comité de liaison des femmes (CLF) avec le concours de son pendant néerlandophone, le Vrouwen Overleg Komitee (VOK). En décembre 1983, une plainte est adressée à Ivor Richard, commissaire européen chargé des affaires sociales. Les deux comités y dénoncent la violation par l’État belge de la directive européenne 76/207/CEE du 9 février 1976,.
À la suite de cette plainte, le Commissaire européen demande à l’État belge de s’expliquer. Le gouvernement belge répondra qu’il ne peut intervenir « sur le contenu des négociations entre partenaires sociaux ». Cette déclaration mettra fin à la procédure de plainte contre l’État belge.